# Trutnov zastávka
Trutnov zastávka – przystanek kolejowy w miejscowości Trutnov, w kraju hradeckim, w Czechach. Znajduje się na wysokości 390 m n.p.m. Położony jest w bliskim sąsiedztwie stacji kolejowej Trutnov-Poříčí.
Jest zarządzany przez Správę železnic. Na przystanku nie ma możliwości zakupu biletów, a obsługa podróżnych odbywa się w pociągu.

## Linie kolejowe
- 047 Trutnov - Teplice nad Metují